# Marketing bezpośredni
Marketing bezpośredni – polega na bezpośrednich formach komunikowania organizacji z klientami i interesariuszami.
Marketing bezpośredni pozwala konsumentom kupować produkty dzięki wykorzystaniu różnych mediów reklamy, z pominięciem bezpośredniego kontaktu osobistego ze sprzedawcą. Oprócz tworzenia wizerunku marki, celem marketingu bezpośredniego jest uzyskanie bezpośredniej, najczęściej natychmiastowej i dającej się zmierzyć reakcji konsumenta.
Do powodzenia marketingu bezpośredniego konieczne są bazy danych w postaci list adresowych.
Baza danych o klientach to uporządkowany zbiór wyczerpujących danych o istniejących i potencjalnych klientach, obejmujących dane geograficzne, psychologiczne, dotyczące zachowań nabywców. Można je zdobywać m.in. poprzez sporządzenie własnej listy klientów lub zamieszczenie ankiet w prasie bądź Internecie lub poprzez kupienie listy od innych firm lub instytucji. W wielu krajach przepisy dotyczące ochrony danych osobowych mogą ograniczać praktyki budowania baz danych.

## Rodzaje marketingu bezpośredniego
Podstawowymi formami marketingu bezpośredniego są:
- Sprzedaż wysyłkowa – polega na składaniu zamówień z katalogów, dostarczanych przez firmę lub dostępnych w Internecie. Sprzedaż wysyłkowa jest atrakcyjna dla sprzedawcy, ponieważ eliminuje koszty sklepu i osób w nim zatrudnionych. Katalogi, ogłoszenia, próbki produktów wysyłane są do nisz rynkowych, wcześniej dokładnie zdefiniowanych na podstawie wnikliwych badań, co zmniejsza ryzyko i koszty docierania z ofertą do klientów zupełnie nie zainteresowanych tego typu produktami.
- Telemarketing – polega na wykorzystaniu telefonu do bezpośredniego kontaktu i sprzedaży. Telefon jest wykorzystywany do dostarczania informacji na temat produktów, daje możliwość natychmiastowego wyrażenia opinii, z kolei darmowe numery skierowane do firmy służą do zbierania zamówień od klientów.
- Sprzedaż w domu klienta – polega m.in. na prezentacji produktów w domu klienta i ich sprzedaży. Zaletą tej formy sprzedaży jest wygoda dla klienta. Wadą są natomiast wysokie koszty szkolenia i motywowania personelu, a przez to wyższe ceny oraz trudności wynikające z organizowaniem tego typu spotkań.
- Marketing za pośrednictwem telewizji – polega na wykorzystaniu specjalnych programów telewizyjnych prezentujących dany produkt (telezakupy) i dających możliwość bezpośredniego przesyłania odpowiedzi, np. przez wolną od opłaty linie telefoniczną, pozwalającą na uzyskanie dodatkowych informacji i złożenie zamówienia na reklamowany towar.
- Marketing internetowy – to marketing w którym firmy wykorzystują Internet do prezentacji i sprzedaży swoich produktów, oferują informacje i usługi, jak również umożliwiają prowadzenie dialogu poprzez pocztę elektroniczną. Jest to najnowsza i najszybciej rozwijająca się forma marketingu bezpośredniego. Niemal każda firma posiada obecnie swoją marketingową stronę internetową, stworzenie której ma na celu nawiązywanie kontaktów z klientami, dostarczanie im informacji, zarówno o firmie, jak i o nowych produktach.

## Narzędzia marketingu bezpośredniego
Narzędzia wykorzystywane w marketingu bezpośrednim to:
- poczta
- telefon
- Internet
- fax

## Rozwój marketingu bezpośredniego
Wielkość sprzedaży z wykorzystaniem tradycyjnych kanałów dystrybucji marketingu bezpośredniego gwałtownie wzrasta. Przyczynił się do tego przede wszystkim rozwój Internetu, który stał się podstawowym narzędziem wykorzystywanym w marketingu bezpośredniego.
Czynniki wpływające na wzrost znaczenia marketingu bezpośredniego to m.in.:
- nowa rzeczywistość marketingu, zdominowana przez media i Internet,
- odchodzenie od produkcji masowej, docenianie przez klienta wyjątkowości produktu,
- rosnące koszty dotarcia do klienta masowego ze względu na rozproszenie widowni telewizyjnej na rosnącą liczbę kanałów telewizyjnych,
- chęć dokonywania wygodnych zakupów bez wychodzenia z domu.

## Korzyści z marketingu bezpośredniego
Dla klientów:
- wygodne i niekłopotliwe dokonywanie zakupów w domu,
- możliwość porównywania w jednym miejscu wielu ofert produktów,
- może być przeprowadzona w każdym, najdogodniejszym dla klienta, terminie,
- możliwość podjęcia decyzji zakupu wraz z rodziną.

Dla przedsiębiorstw:
- możliwość dokładnego dopasowania oferty do poszczególnych konsumentów,
- możliwość stworzenia trwałych więzi z klientem,
- większe zainteresowanie ofertą i skuteczność działań marketingowych ze względu na adresowanie oferty do pojedynczych klientów lub małej ich grupy,
- możliwość łatwego przetestowania skuteczności komunikatów i środków przekazu,
- zapewnienie prywatności stosowanych ofert i strategii przez co są one trudne do kopiowania przez konkurentów,
- relatywnie niskie koszty kampanii reklamowej, możliwość oceny efektów kampanii na podstawie liczby odpowiedzi-zamówień.